# КіноСоюз
Кіносоюз — громадська організація російських кінематографістів.
Створена в 2010 році, зареєстрована Міністерством юстиції Російської Федерації. Повна назва: Регіональна громадська організація Спілка кінематографістів та професійних кінематографічних організацій та об'єднань .
Засновники: Е. Рязанов, А. Герман, Ю. Норштейн, А. Сокуров, А. Гельман, Д. Дондурей, В. Досталь, В. Манський, Б. Хлєбніков, А. Прошкін, О. Герман (мол.).
Голова — А. Прошкін. До першого з'їзду головою був Борис Хлєбніков.

## Перший з'їзд
Перший з'їзд КіноСоюзу пройшов в Москві 1 і 2 липня 2011. Згідно зі списком в КіноСоюзі було 168 членів. Рейтинговим голосуванням обрано правління з 11 осіб. На виборну посаду керівника були висунуті Андрій Прошкін та Віталій Манський, в голосуванні обраний Андрій Прошкін (67% голосів).

## Громадська позиція
У березні 2014 169 учасників КіноСоюзу підписали лист своїм колегам з України проти військової інтервенції в Україну.